# Sargus caeruleapex
Sargus caeruleapex är en tvåvingeart som beskrevs av Mcfadden 1982. Sargus caeruleapex ingår i släktet Sargus och familjen vapenflugor. Inga underarter finns listade i Catalogue of Life.